# Pavel Alexandrovitch Stroganov
Pour les autres membres de la famille, voir Famille Stroganoff.
Le comte Pavel Alexandrovitch Stroganov (en russe : Граф Павел Александрович Строганов), né le 7 juin 1772, mort le 10 juin 1817 près de Copenhague, est un aristocrate russe appartenant à la célèbre famille Stroganoff. Comme la plupart des membres masculins de cette famille, il fut officier et homme d'État. Il accéda au grade de lieutenant-général puis d'adjudant-général.

## Biographie

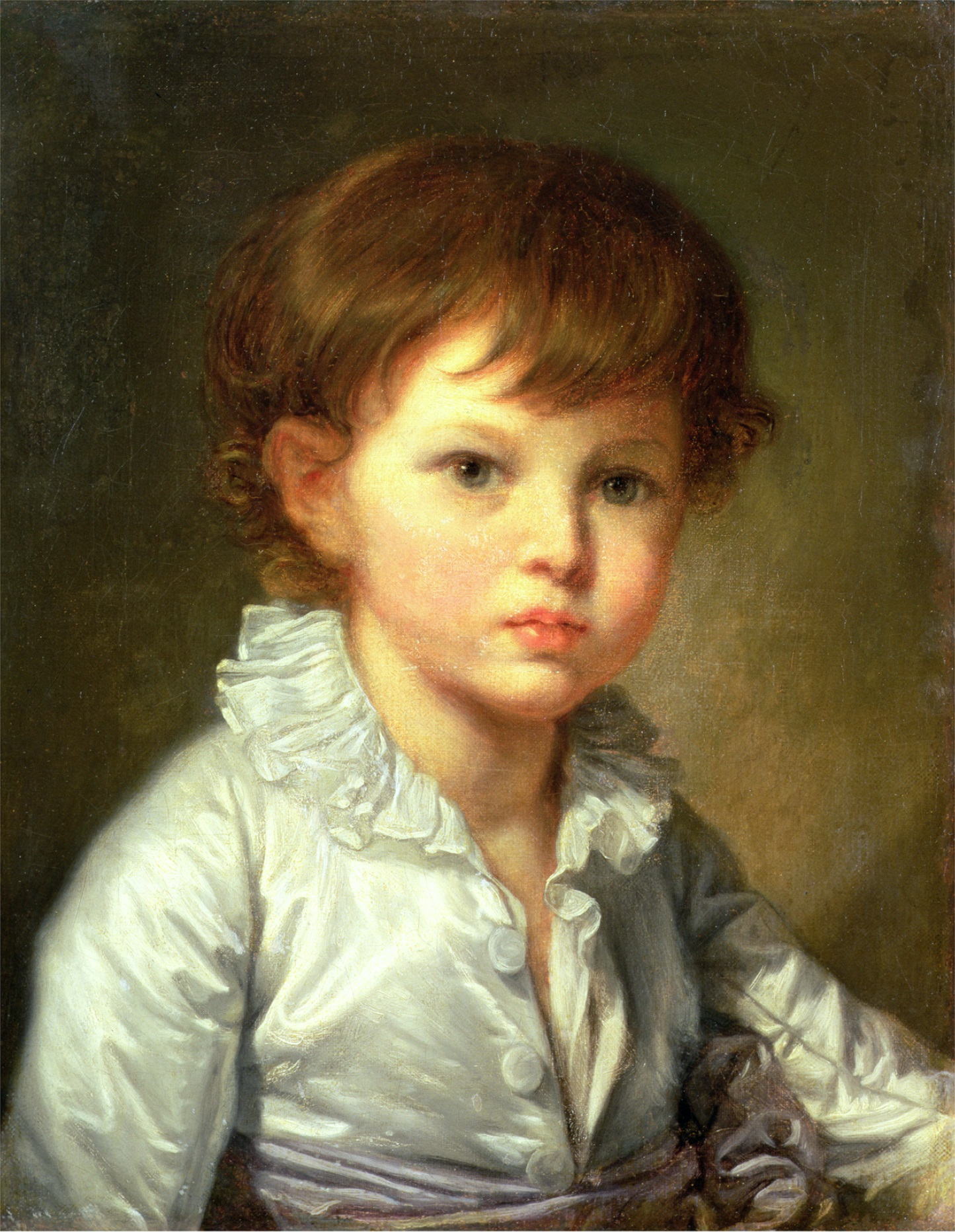
Portrait du jeune comte
Pavel Alexandrovitch Stroganov enfant
par Jean-Baptiste Greuze (1778)

Fils unique du comte Alexandre Sergueïevitch Stroganov et de son épouse, née Sophie Kirillovna Narychkine, il est né à Paris et eut pour parrain, l'empereur Paul Ier de Russie, comme ami d'enfance, le tsarévitch Alexandre Pavlovitch.
En 1779, après un long séjour en France, ses parents s'installent à Saint-Pétersbourg. Son père confia son éducation à un précepteur, Charles-Gilbert Romme, futur député de la Convention. La même année, sa mère l'abandonna pour suivre Ivan Nikolaïevitch Rimski-Korsakov (1734-1831), ancien favori de Catherine II.
Son père prit seul soin de lui. Afin de dissimuler à son fils ses problèmes conjugaux, le comte éloigna le jeune garçon de la maison familiale, accompagné de son précepteur. Le jeune Pavel Alexandrovitch fit un long voyage en Russie (1781-1782) où il se rendit au bord du lac Ladoga, visita aussi la Finlande (1783), et de retour en Russie les villes de Moscou, Kazan, Nijni Novgorod, Perm. En 1784 il voyagea jusqu'à la mer Blanche. En 1785, il visita toujours accompagné de son précepteur les villes de Valdaï, Novgorod, Moscou et Toula. Il voyagea en Ukraine (août 1785-févriet 1786) puis entama un nouveau voyage en Petite Russie, en Nouvelle Russie et en Crimée (mars à mai 1786).
En 1786, il incorpora au grade de lieutenant le régiment Préobrajensky. À cette époque, le jeune homme était placé sous les ordres du prince Grigori Potemkine qui lui donna l'autorisation de quitter la Russie pour terminer ses études. En juillet 1786, le jeune homme quitta la Russie accompagné de son précepteur Charles-Gilbert Romme, du moujik Andreï Nikolaïevitch Voronikhine, (plus tard célèbre architecte) et de son cousin, le comte Grigori Alexandrovitch Stroganov. Il arriva à Strasbourg puis à Paris en août 1786, se rendit en septembre à Riom, ville natale de Charles-Gilbert Romme, puis à partir de novembre 1786, il se mit à étudier la botanique à l'université de Genève. Il suivit en outre des cours de théologie, étudia la chimie et la physique. Il apprit aussi la langue allemande et pratiqua divers sports, comme l'escrime ou l'équitation. Au cours de ses moments de détente, il faisait des randonnées en montagne afin d'étudier la minéralogie. Avec son précepteur il visita la vallée de Chamonix et la Suisse (juillet-août 1787), l'Alsace, la partie orientale de la Lorraine et le Jura suisse (septembre-octobre 1787), l'Auvergne, le Lyonnais, la Franche-Comté et la Bourgogne (août-décembre 1788). En 1789, il quitta la Suisse pour s'installer dans un Paris en pleine révolution.

### Séjour du comte Stroganov dans le Paris révolutionnaire

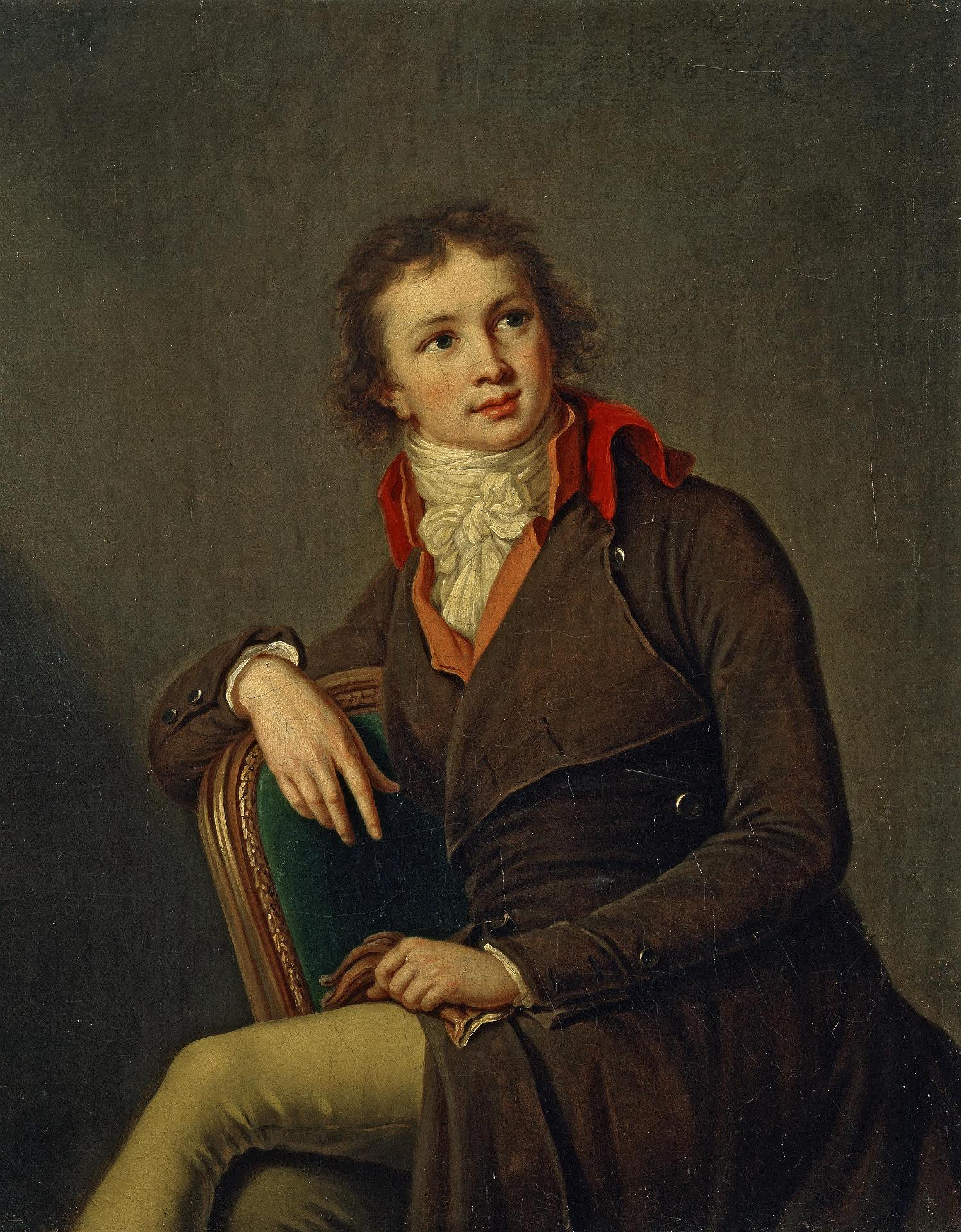
Portrait du comte Pavel Stroganov, vers 1790
par Élisabeth Vigée Le Brun
Musée de l'Ermitage
Saint-Petersbourg

Son arrivée à Paris coïncida avec les élections des députés à l'Assemblée constituante. Sur les instances de son précepteur, le jeune homme changea de patronyme, abandonna son titre et prit pour nom d'emprunt Paul Otser. Pour ses amis, il se nommait Popo. Il adhèra au club des Jacobins et en 1790, rejoignit le club des Amis de la loi. Sa fortune lui permit d'apporter un soutien financier à ses amis français. Il devint l'amant de Théroigne de Méricourt. Finalement, Catherine II, après avoir été informée en juillet 1790 par son ambassadeur du comportement du jeune comte, ordonna son retour immédiat en Russie.

### Mariage

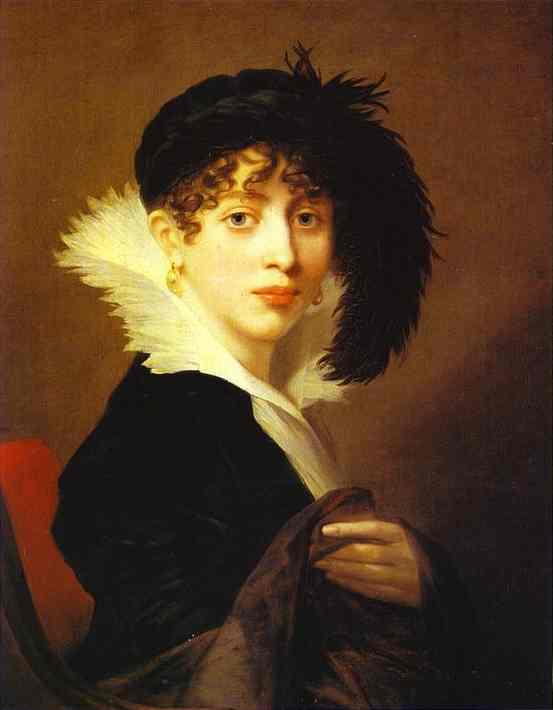
Portrait de Sophie Galitzine, 1808
par Jean-Laurent Mosnier

Le 6 mai 1793, il épouse la princesse Sophie Galitzine, fille du prince Vladimir Borissovtich Galitzine (1731-1798) et de la comtesse Tchernychiova, née Nathalie Galitzine appelée la princesse Moustache et qui inspira La Dame de pique de Pouchkine.
Cinq enfants naquirent de cette union :
- Alexandre Pavlovitch Stroganov : (1794-1814)
- Natalia Pavlovna Stroganova : (1796-1872), seule héritière des domaines de la famille Stroganov. En 1818, elle épousa son cousin, le comte Sergueï Grigorievitch Stroganov (1794-1882).
- Adelaïda Pavlovna Stroganova : (1799-1882), demoiselle d'honneur, titulaire de l'ordre de Sainte-Catherine. En 1821, elle épousa le prince Vassili Sergueïevitch Galitzine (1794-1836). En 1845, elle hérita de la propriété de Marino.
- Elizaveta Pavlovna Stroganova : (1802-1863), elle épousa le prince Ivan Dmitrievitch Saltykov (1797-1832).
- Olga Pavlovna Stroganova : (1808-1837), épouse du comte Pavel Karlovitch Fersen (1800-1884)[5].

### Carrière politique
De retour en Russie, le jeune comte Stroganov fut exilé à Bratsevo (en), petite localité située près de Moscou, où se trouvait l'un des domaines familiaux. Il ne fit son retour à la cour qu'après le décès de Catherine II et après l'accession au trône de son parrain, Paul Ier (1796). De retour à Saint-Pétersbourg, le jeune Pavel Alexandrovitch se lia d'amitié avec le tsarévitch Alexandre Pavlovitch. Lors du coup d'État de 1801, il se rallia au jeune empereur Alexandre Ier de Russie. Cette même année, il remit au jeune souverain un projet concernant la création d'un Comité secret chargé d'élaborer des projets de réforme. Fondateur et membre de ce Comité secret, il fut l'un des partisans de la réforme libérale et participa aux réformes gouvernementales sous le règne d'Alexandre Ier. Il proposait l'abolition du servage. De 1802 à 1807, il fut vice-ministre de l'Intérieur, sénateur et conseiller privé. En 1806, Alexandre Ier le chargea d'une mission diplomatique à Londres. Sa mission était d'obtenir un rapprochement entre l'Empire de Russie et le Royaume-Uni. Pavel Alexandrovitch entra en négociation avec les Britanniques dans le but de former une coalition contre Napoléon Ier. Au cours de ces négociations, un événement vint troubler les négociations: son ami, le prince Czartoryski, démissionna du poste de ministre des Affaires étrangères et le comte comte Budberg lui succéda. Ce dernier éprouvait pour le comte Stroganov une profonde inimitié. Cette position devint intenable pour Pavel Alexandrovitch et en août 1806, il quitta l'Angleterre pour retourner en Russie. En mars 1807, il abandonna ses fonctions de vice-ministre des Affaires étrangères et son poste de sénateur et cessa toute fonction politique.

### Carrière militaire

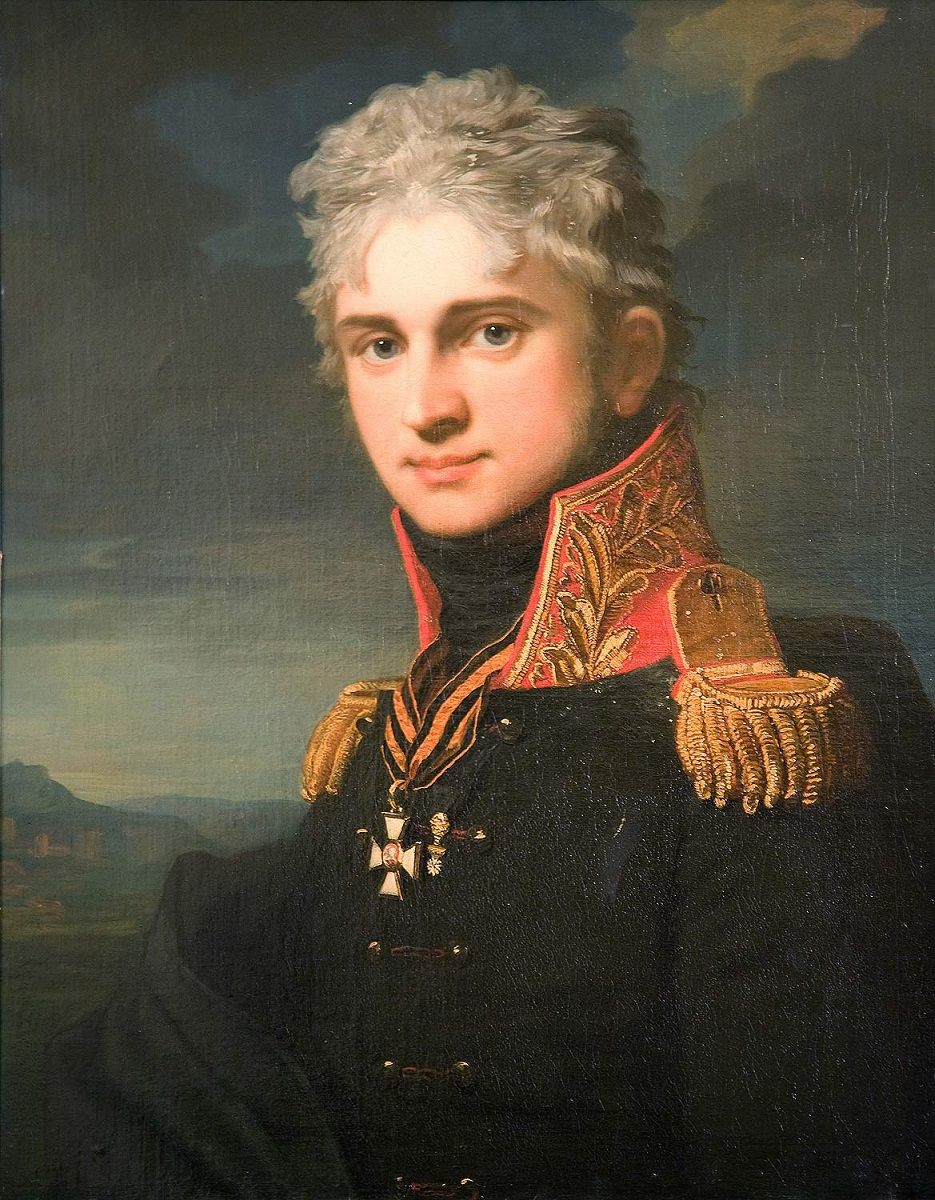
Le portrait du comte Pavel Alexandrovitch Stroganov (1806), œuvre de Jean-Laurent Mosnier

En 1779, Pavel Alexandrovitch Stroganov incorpora au grade de cornette un régiment de cavalerie de la Garde impériale. En 1791, il rejoignit le régiment Préobrajensky au grade de lieutenant. Le 2 décembre 1805, le comte prit part à la bataille d'Austerlitz.
En 1807, il commanda un régiment de cosaques en qualité de volontaire. Pavel Alexandrovitch Stroganov reçut l'ordre de Saint-Georges (3e classe)le 22 août 1807. Le 21 décembre 1807, il fut élevé au grade de major-général. Le 27 janvier 1808, il incorpora le régiment Izmaïlovski et participa à la Guerre russo-suédoise de 1808-1809. De 1809 à 1811, il servit dans l'Armée du Danube et se distingua dans de nombreuses batailles livrées contre les Turcs lors du conflit opposant l'Empire russe à l'Empire ottoman. Pour courage et bravoure au combat, il fut décoré de l'Ordre de Sainte-Anne|ordre de Sainte-Anne (1re classe avec diamants, avec cette inscription : Pour bravoure. Une épée d'or lui fut également décernée. Le 28 mai 1809, il reçut le commandement du Régiment des Grenadiers de la Garde. Le 15 novembre 1811, il fut élevé au grade d'adjudant-général.
Le 7 septembre 1812, il commanda à la bataille de la Moskowa la 1re division de grenadiers. Le 30 octobre 1813, il fut promu lieutenant-général. À la tête du 3e corps d'infanterie, il participa aux batailles de Winkowo (18 novembre 1812), Maloyaroslavets (24 octobre 1812), Krasnoï (15 novembre au 18 novembre 1812).
Du 16 octobre au 19 octobre 1813, il se distingua à la bataille de Leipzig. Il lui fut décerné en récompense l'ordre de Saint-Alexandre Nevski. En 1814, pendant la campagne de France, il fut engagé dans la bataille de Craonne. Il reçut l'Ordre de Saint-Georges (2e classe)le 28 octobre 1814, Le 3 septembre 1814, ensuite il fut placé à la tête de la 2e division d'infanterie impériale.

### Décès et inhumation
Son fils Alexandre Pavlovitch fut tué sous ses yeux à la bataille de Craonne. Écrasé par le chagrin, il décéda trois ans plus tard sur la route de Copenhague, (10 juin 1817), il fut inhumé au Cimetière Saint-Lazare du monastère Saint-Alexandre-Nevski à Saint-Pétersbourg.
Après le décès de son époux, sa veuve géra la fortune de la famille Stroganov. À sa mort, en 1845, sa fille aînée, Natalia Pavlovna et son époux, le comte Grigori Alexandrovitch Stroganov s'occupèrent de la gestion des biens familiaux.

## Les enfants du comte Pavel Alexandrovitch Stroganov

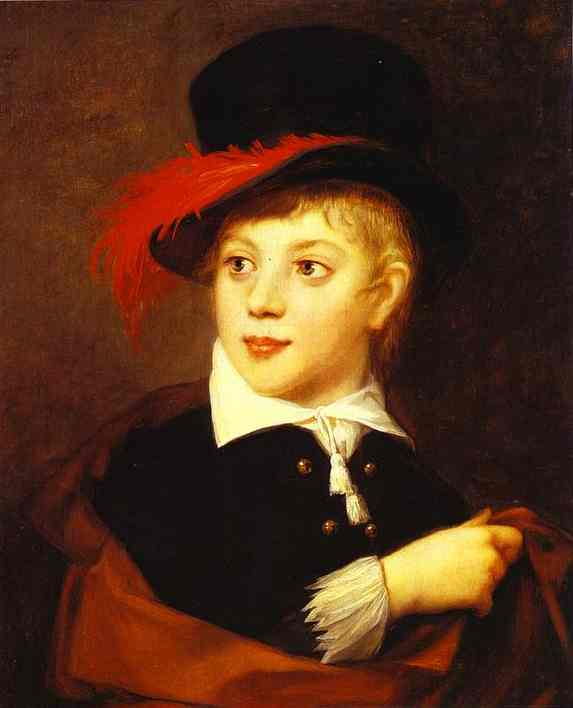
Portrait du comte Alexandre Pavlovitch Stroganov (1805), œuvre de Jean-Laurent Mosnier
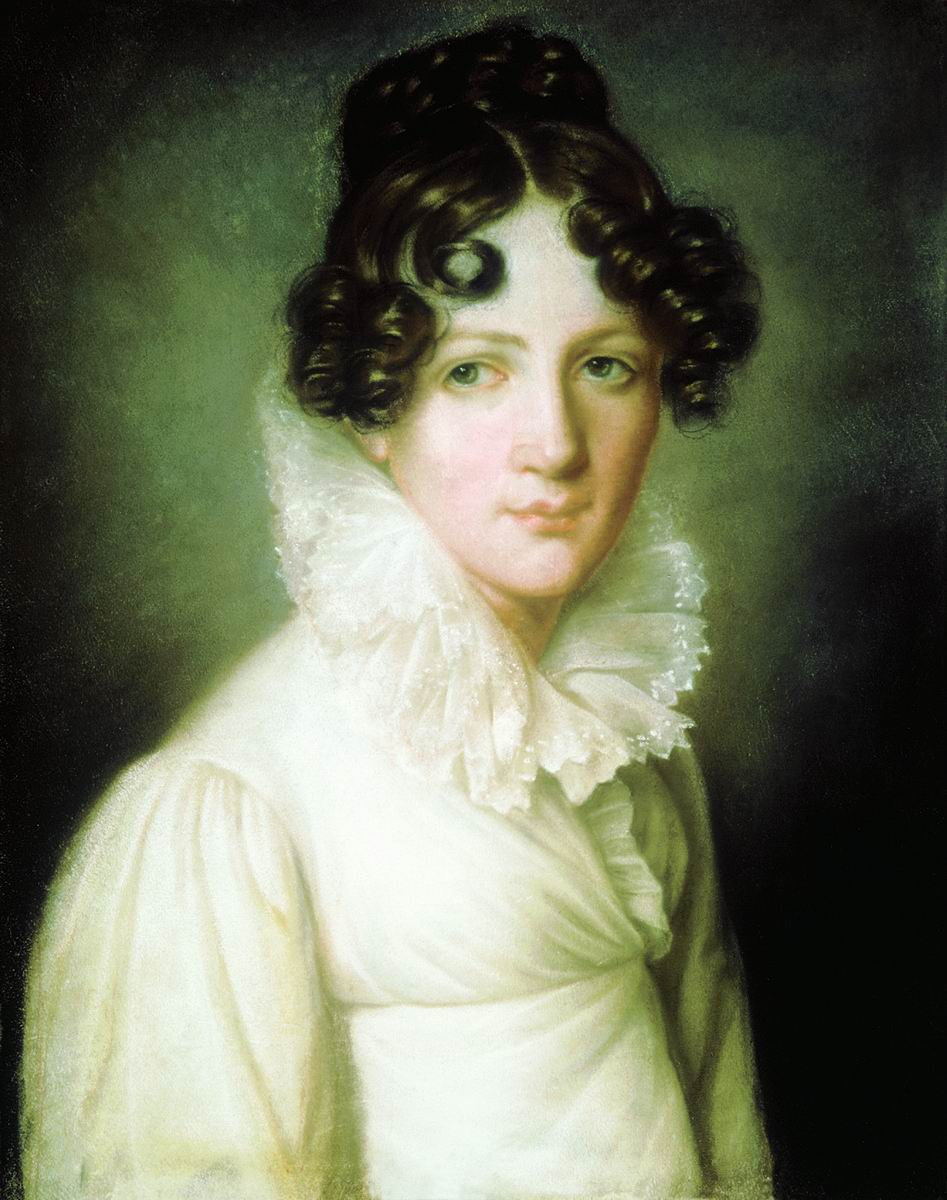
Portrait de la comtesse Stroganov, née Natalia Pavlovna Stroganova (1810,) œuvre d'Alexeï Gavriilovitch Venetsianov.
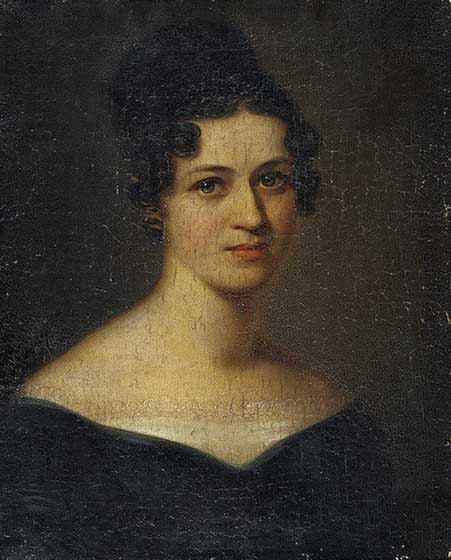
Portrait de la princesse Galitzine, née Adelaïda Pavlovna Stroganova, dite Aglaé (1821), œuvre de Iakov Zalleski
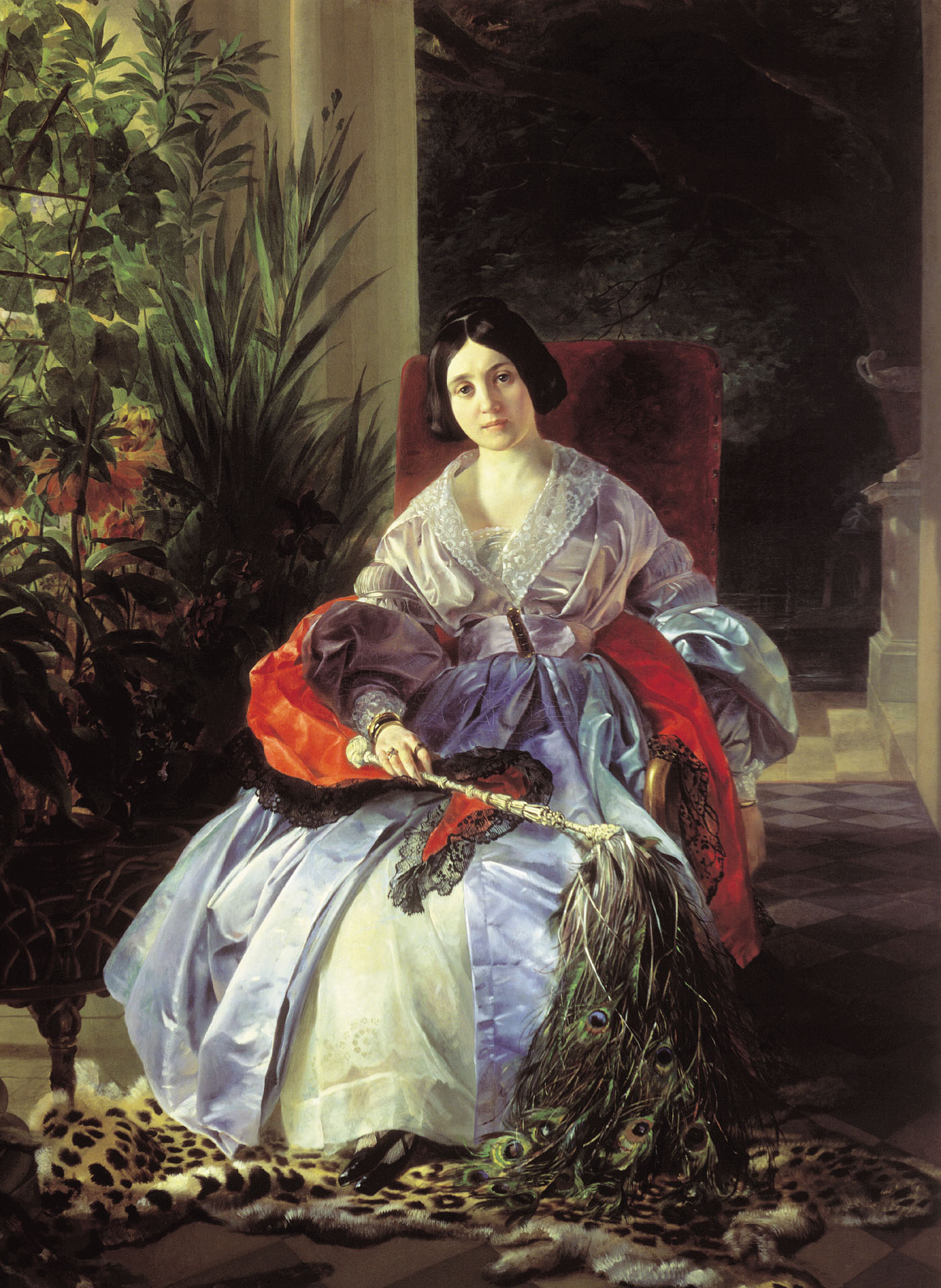
Portrait de la princesse Saltykov, née Elizaveta Pavlovna Stroganova (1841), par Karl Brioullov
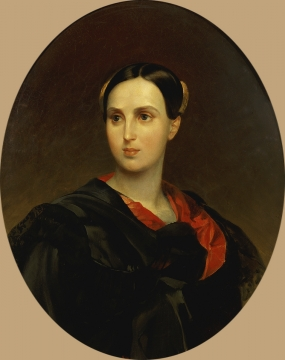
Portrait de la comtesse Fersen, née Olga Pavlovna Stroganova, par Karl Brioullov.

## Distinctions
- 22 août 1807 : Ordre de Saint-Georges (3e classe)
- 1811 : Ordre de Sainte-Anne (1re classe) avec diamants et inscription Pour bravoure
- 1811 : Épée d'or
- 1813 : Ordre de Saint-Alexandre Nevski
- 1814 : Ordre de Saint-Georges (2e classe)